# Gesänge der Frühe
Ne pas confondre avec le concerto pour violoncelle Les Chants de l'aube (Escaich).
Gesänge der Frühe (Chants de l'aube, ou Chants du matin), op. 133, est une composition pour piano en cinq mouvements de Robert Schumann. Son exécution dure environ treize minutes.

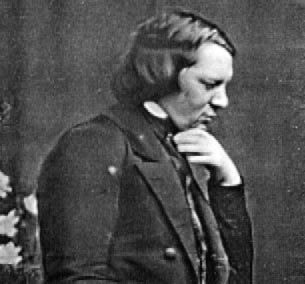
Robert Schumann (Daguerréotype, vers 1850).

Il s'agit de l'une des dernières compositions  de Schumann, écrite trois ans avant sa mort, en octobre 1853. À l'époque où il travaille sur ces pièces, il souffrait de déclin mental et émotionnel. Bien que les morceaux présentent un schéma formel, tonal et mélodique clair, sa dissolution d'attention et l'augmentation de la folie ont rendu le processus de composition difficile. L'ensemble est composé seulement cinq mois avant les tentatives de suicide de Schumann et son internement dans un établissement psychiatrique. L'ensemble est dédié à « la grande poétesse » Bettina von Arnim.
L'épouse de Schumann, Clara, écrit dans son journal intime : « Chants de l'aube, très original comme toujours, mais difficiles à comprendre, leur ton est vraiment très étrange »,. Comme beaucoup d'œuvres de la fin de Schumann, les pièces sont en effet difficiles à comprendre. La musique est très intime et pourtant, à certains moments, troublante. L'effondrement mental du compositeur est apparemment préfiguré dans la musique. La pièce est probablement le dernier morceau cohérent de piano de Schumann.
Le compositeur suisse, Heinz Holliger, a écrit une œuvre pour orchestre, chœur et bande magnétique en 1987, intitulée, Gesänge der Frühe (nl)), qui cite Schumann et le poète allemand Friedrich Hölderlin.

## Analyse
Les cinq mouvements sont tonalement organisés par les trois notes de l'accord parfait majeur de ré : ré, fa-dièse et la. La première, la deuxième et la cinquième pièces sont en ré majeur ; le quatrième morceau est en fa-dièse mineur ; et la troisième pièce est en la majeur. 

### 1.
1. Im ruhigen Tempo (dans un tempo tranquille, ré majeur)
Le mouvement d'ouverture est comme un choral avec une rythmique simple et sobre, mais d'une riche texture. De nombreux intervalles dissonants se rencontrent dans la texture transparente. La mélodie principale est reprise en strette dans les deux dernières phrases. L'ensemble du mouvement a un caractère et une sonorité presque religieux.

### 2.
2. Belebt, nicht zu rasch (animé, pas trop rapide, ré majeur)
Le mouvement est presque entièrement contrapuntique. Le compositeur évite de montrer à l'auditeur où est la tonique. Les brusques changements de texture, inhabituels, les harmonies, le manque de cadences évidentes et de dynamique marquent ce mouvement, peut-être le plus difficile à comprendre des cinq.

### 3.
3. Lebhaft (vif, la majeur)
Probablement le plus virtuose de l'ensemble, ce mouvement a une constante, un galop d'entraînement rythmique qui se poursuit tout au long de la pièce. Les octaves et les grands accords contribuent à la sonorité forte.

### 4.
4. Bewegt (agité, fa dièse mineur)
Une mélodie s'accompagne d'arpèges en cascades de triples croches. La musique est inquiète et s'agite dans l'apogée. En raison de la qualité de la mélodie au chant lyrique, ce mouvement est peut-être, de l'ensemble, le plus facile à comprendre.

### 5.
5. Im Anfange ruhiges, im Verlauf bewegtes Tempo (d'abord tranquille, puis tempo agité, ré majeur)
La dernière pièce renvoie à une même nature et une même sonorité que le premier mouvement. Un accompagnement rapide de double croche émerge de la fine texture. L'absence en finale d'une forte cadence laisse cette pièce dans une ambiguïté énigmatique, mais belle.

## Discographie
- Karl Engel - Intégrale de l'œuvre pour piano (1971, 13CD Valois) (OCLC 43516923)
- Jean Martin - avec Bunte Blätter, op. 99 (1972, Arion) (OCLC 317630096)
- Reine Gianoli - avec Humoresque ; Phantasiestücke (1974, Adès) (OCLC 23475682)
- Hélène Boschi - avec Romances ; Intermezzi ; Fugues ; Phantasiestücke ; Phantasiestücke (mars 1982, FY/Solstice) (OCLC 903912558)
- Laurent Cabasso - avec Kreisleriana ; Fantasiestücke ; Bunte Blätter ; Nachtstücke (août 1988, Valois / Naive) (OCLC 21435563 et 53235573)
- Alexander Lonquich - avec Faschingsschwank aus Wien, Intermezzi, op. 4 (1994, EMI Classics) (OCLC 37636546)
- Sylviane Deferne - Autour de Robert Schumann : avec Toccata et Johannes Brahms (Variations sur un thème de Schumann, op. 9) ; Ludwig Schuncke (Grande sonate, op. 3) (13-15 juin 1994, CBC Records / Doron Music) (OCLC 41575374 et 895012037)
- András Schiff - avec Nachtstücke ; Kreisleriana ; Variations Geister (janvier 1997, Teldec/Warner Classics) (OCLC 39661187), (OCLC 156910073 et 166584460)
- Michael Endres - avec Humoreske ; Toccata ; Scènes d'enfant (juin/juillet/août 2000, Oehms Classics) (OCLC 72700789)
- Éric Le Sage - avec Scènes de la forêt ; Nachtstücke (2003, 2CD RCA-Red Seal 74321 987112) (OCLC 658918826)
- Maurizio Pollini - avec Davidsbündlertänze ; Concert sans orchestre ; Allegro en si mineur ; Kreisleriana (2001 et 2002, 2CD DG) (OCLC 62734954)
- Paolo Giacometti - avec Davidsbündlertänze ; Arabeske (septembre 2008, SACD Channel Classics CCS SA 28709) (OCLC 316085179)
- Andreas Staier - avec les sonates pour violon et la Ciaconna de Bach (2010, Harmonia Mundi) (OCLC 731515410)
- Piotr Anderszewski - avec Humoresque ; Etudes pour piano-pédalier, op. 56 (2010, EMI) (OCLC 801790040)
- Mitsuko Uchida - avec Waldszenen ; Sonate pour piano no 2 en sol mineur (2013, Decca) (OCLC 856949894)
- Ronald Brautigam - avec Novellettes ; Fantasiestücke ; Allegro (18-20 novembre 1993, Piano Classics) (OCLC 868637833)
- Jörg Demus - Intégrale de l'œuvre pour piano (13CD Nuova Era) (OCLC 870936893)